# Il Chapütschin
Il Chapütschin är en bergstopp i Schweiz.   Den ligger i regionen Maloja och kantonen Graubünden, i den sydöstra delen av landet, 190 km öster om huvudstaden Bern. Toppen på Il Chapütschin är 3 386 meter över havet, eller 168 meter över den omgivande terrängen. Bredden vid basen är 0,93 km. Il Chapütschin ingår i Bernina.
Terrängen runt Il Chapütschin är huvudsakligen bergig. Närmaste större samhälle är St. Moritz, 13,8 km norr om Il Chapütschin. 
Trakten runt Il Chapütschin består i huvudsak av gräsmarker. Runt Il Chapütschin är det glesbefolkat, med 20 invånare per kvadratkilometer.